# Liquidificador

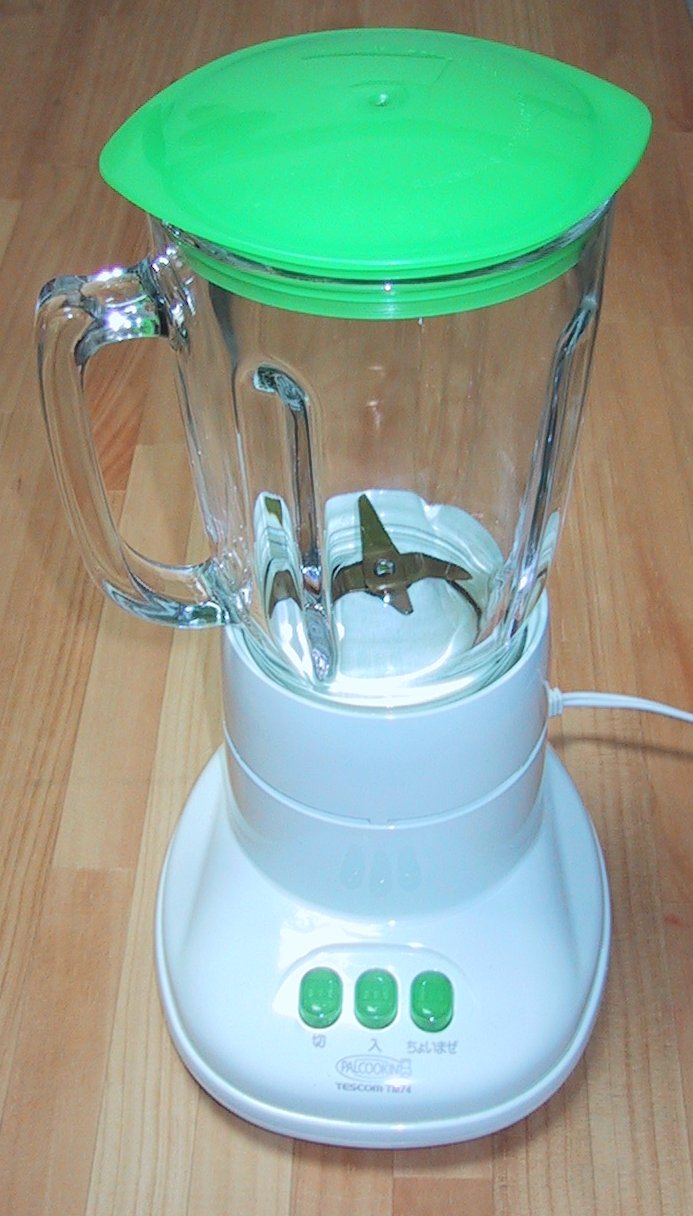
Um liquidificador elétrico

Um liquidificador é um aparelho de cozinha e de laboratório utilizado para misturar, esmagar, transformar em purê ou emulsificar alimentos ou outras substâncias. Um liquidificador estacionário consiste de um contentor de mistura (ou jarro) com uma lâmina metálica giratória no fundo, movida por um motor elétrico localizado em sua base. Alguns modelos potentes podem também esmagar gelo e alimentos congelados. A mais nova configuração de misturador de imersão (mixer) possui um motor no alto, conectado por um eixo à lâmina giratória embaixo, que pode ser usado com qualquer contentor.
Liquidificadores diferentes possuem funções e características diferentes, mas os testes de produto indicam que muitos liquidificadores, mesmo os mais baratos, atendem a muitas das necessidades dos consumidores. Dentre as características que os consumidores consideram quando compram um liquidificador, incluem-se as seguintes:
- marcas de medidas grandes e visíveis[1]
- facilidade de uso[1]
- baixo ruído[1]
- potência (tipicamente 300 – 1000 watts)[1]
- facilidade de limpeza[1]
- opção para mistura com pulsos rápidos[1]

Os liquidificadores de bancada usam um contentor de 1 — 2 litros feito de vidro, plástico ou aço inoxidável. Os liquidificadores de vidro são mais pesados e mais estáveis. O plástico é propenso a ser riscado e a absorver cheiros dos alimentos misturados. O aço inoxidável é preferido por sua aparência, mas limita a visibilidade do alimento enquanto este está sendo misturado.
Os liquidificadores de bancada tipicamente oferecem de 3 a 16 opções de velocidades, mas a existência de mais opções de velocidade não é uma indicação de maior utilidade para todos os usuários.
Quando as lâminas são removíveis, o contentor deve possuir uma junta ou o-ring entre o corpo do contentor e a base, para selar o contentor e evitar vazamentos do conteúdo. O contentor geralmente tem um formato que favorece a circulação do material entre as lâminas, em lugar de somente girar em torno delas.
O contentor se apoia sobre uma base que contém um motor para fazer girar o conjunto de lâminas e possui controles na sua superfície. Os liquidificadores de baixa potência requerem a adição de algum líquido para operar corretamente. Nesses aparelhos, o líquido ajuda a movimentar os sólidos pelo jarro, colocando-os em contato com as lâminas. As lâminas criam um efeito de redemoinho que move os sólidos de cima para baixo, garantindo o contato com as lâminas e criando uma mistura homogênea. Liquidificadores de alta potência são capazes de moer grãos e esmagar gelo sem esta ajuda.

## Aplicações
Os liquidificadores são usados tanto em casa como em cozinhas comerciais para várias aplicações, incluindo:
- moer ingredientes semissólidos, como frutas frescas e vegetais, em purês homogêneos
- misturar sorvetes, leite e caldas doces para fazer milk-shakes
- misturar e esmagar gelo em coquetéis
- misturar gelo e outros ingredientes em drinks não alcoólicos
- emulsificar misturas
- reduzir pequenos sólidos, como temperos e sementes, em sólidos menores ou pó
- misturar completamente pós, grânulos e líquidos
- ajudar a dissolver sólidos em líquidos.

Os liquidificadores também possuem diversas aplicações em microbiologia e ciência dos alimentos. Além dos tipos padrões de liquidificador para alimentos, há uma variedade de outras configurações para laboratórios.

## História
Em 1885, Rufus M. Eastman patenteou um aparelho misturador de alimentos, contudo, sua invenção não triturava os ingredientes. Neste período, entre o final do século XIX e início do século XX, muitos inventores trabalhavam em projetos de aparelhos que triturassem, com eficiência, alimentos.

### América do Norte
O químico polonês-americano Stephen Poplawski, proprietário da Stevens Electric Company, começou a projetar misturadores de bebidas em 1919, sob um contrato com a Arnold Electric Company, e patenteou um aparelho em 1922, que tinha sido desenhado para fazer milk-shakes maltados Horlicks em dispensadores de refrigerantes. Ele também introduziu o misturador-liquidificador em 1922.
Nos anos 1930, L. Hamilton, Chester Beach e Fred Osius produziram a invenção de Poplawski com a marca Hamilton Beach Company. Fred Osius aprimorou o aparelho, fazendo outro tipo de liquidificador. Ele se aproximou de Fred Waring, um músico popular, que financiou e promoveu o “Miracle Mixer”, lançado em 1933. Entretanto o aparelho tinha alguns problemas a resolver em relação ao selo do jarro e ao eixo da faca, portanto Fred Waring redesenhou o aparelho e lançou o seu próprio liquidificador em 1937, o “Waring Blendor”, com o qual Waring popularizou o smoothie nos anos 1940. A Waring Products foi vendida para a Dynamics Corporation of America em 1957 e depois para a Conair Corporation em 1998.
Também em 1937, W.G. Barnard, fundador da Vitamix, introduziu um produto chamado “The Blender”, que funcionalmente era um liquidificador reforçado, com um jarro de aço inoxidável em lugar do de vidro Pyrex usado por Waring.
Em 1946, John Oster, proprietário da empresa de equipamentos de barbearia Oster, comprou a Stevens Electric Co. e projetou o seu próprio liquidificador, que foi comercializado com a marca registrada Osterizer. A Oster foi comprada em 1960 pela Sunbeam Products, que lançou vários modelos de liquidificadores, como a série “Imperial” , e ainda fabrica o liquidificador tradicional Osterizer.

### Europa
Na Europa, o suíço Traugott Oertli desenvolveu um liquidificador baseado na construção técnica e no conceito de design do primeiro Waring Blendor (1937 – 1942), lançando em 1943 o Turmix Standmixer. Baseado neste aparelho, Traugott também desenvolveu outro tipo para extrair o suco de qualquer fruta ou vegetal suculento, o Turmix Juicer, que também podia ser comprado como acessório separado para uso com o Turmix Blender, o Turmix Junior. A Turmix tinha promovido os benefícios de beber sucos naturais de frutas e vegetais, com receitas usando sucos para promover o seu liquidificador e centrífuga.
Depois da II Guerra Mundial, outras companhias lançaram liquidificadores na Europa: o primeiro foi o popular Starmix Standmixer (1948), da empresa alemã Electrostar, que tinha numerosos acessórios, como moedor de café, misturador para bolos, preparador de sorvetes, processador de alimentos, jarro térmico, centrífuga para leite, centrífuga para sucos e moedor de carne; e o Braun Multimix (1950), de Max Braun, que tinha um acessório com tigela de vidro para fazer massa de pão e uma centrífuga para sucos como a desenvolvida pela Turmix.

### América do Sul
No Brasil, Waldemar Clemente, ex-funcionário da General Electric e proprietário da empresa de aparelhos elétricos Walita desde 1939, projetou um liquidificador baseado no Turmix Standmixer e lançou em 1944 o liquidificador “Walita Neutron”. Clemente também criou o termo “liquidificador”, que até hoje designa este aparelho no Brasil. Logo depois, a Walita adquiriu as patentes da Turmix para o Brasil e também lançou a centrífuga Turmix, chamando-a “Centrífuga Walita”, bem como os outros acessórios da Turmix para uso com o motor do liquidificador, como descascador de frutas, moedor, esmagador e misturador de massa de pães. Usando a mesma estratégia de marketing da Turmix na Europa, a Walita ultrapassou a marca de um milhão de liquidificadores vendidos no início dos anos 1950. A Walita foi o primeiro fabricante a lançar uma grande variedade de liquidificadores nos anos 1940. Nos anos 1950, a Walita fabricou liquidificadores para a Siemens, Turmix, Philips e Sears, entre outros. Em 1971, a Royal Philips Co. adquiriu a empresa, que se tornou a divisão de desenvolvimento de eletrodomésticos da Philips especializada em liquidificadores, que são vendidos com a marca da Philips fora do Brasil.
O imigrante austríaco Hanz Arno, proprietário da Arno, um fabricante de motores elétricos no Brasil desde os anos 1940, lançou um liquidificador em 1947, com base nos aparelhos fabricados pela Hamilton Beach e Oster. O liquidificador Arno foi exportado para outros países da América do Sul. Como a Arno tinha ações da Electrolux, esta marca foi usada no liquidificador em alguns países. Mais tarde, em 1997, a Arno foi comprada pelo Grupo SEB, proprietário da Moulinex, Tefal, Rowenta e outras marcas de eletrodomésticos.

## Operação mecânica

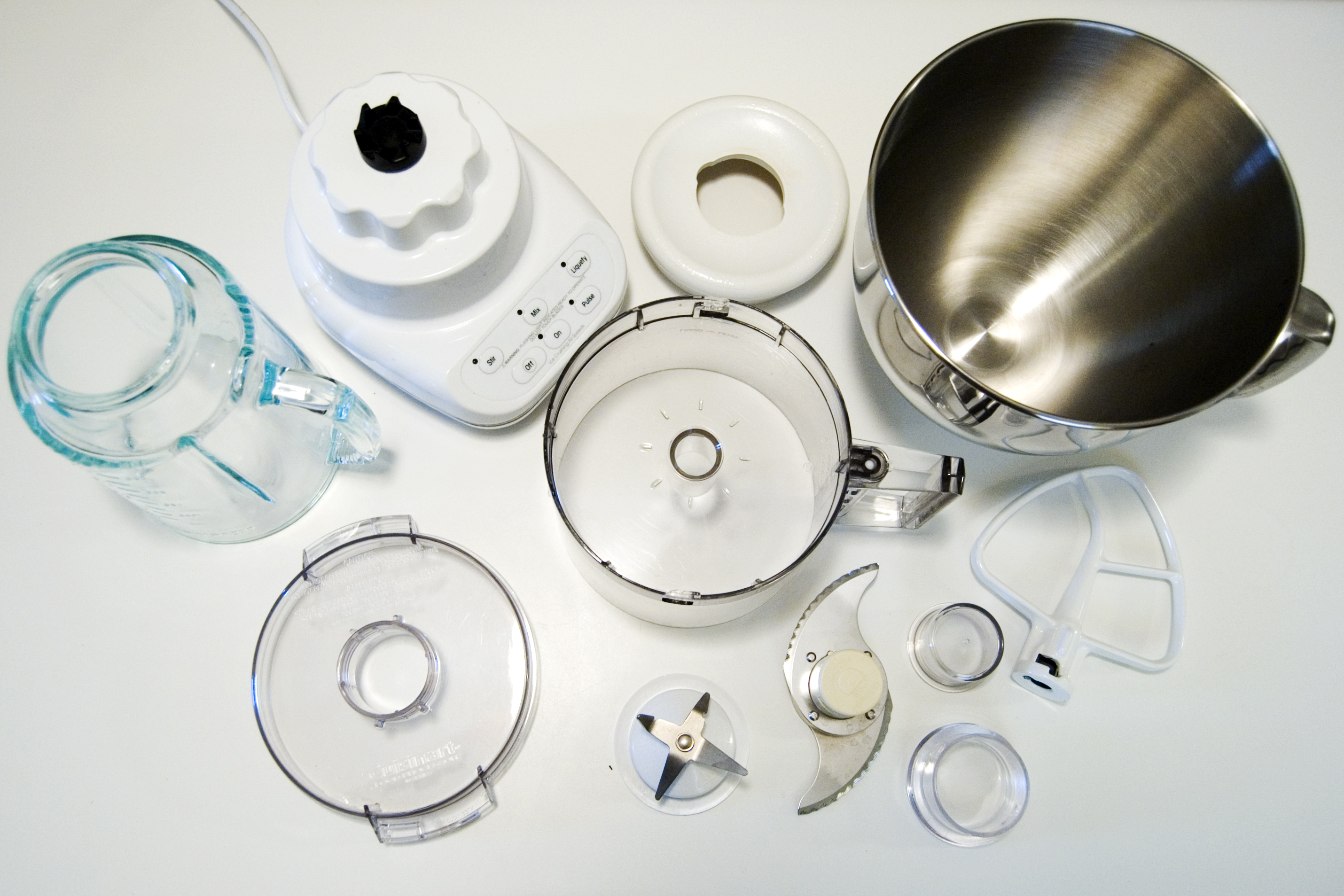
Um liquidificador desmontado

Um liquidificador consiste de uma caixa, motor, lâminas e o contentor de alimentos (ou jarro). Um motor elétrico resfriado a ar é fixado na caixa com amortecedores de vibração, e um pequeno eixo de saída penetra na parte superior da caixa e se liga ao conjunto de lâminas. Normalmente, uma pequena junta de borracha faz um selo em torno do eixo de saída, para evitar que o líquido entre no motor.
A maioria dos liquidificadores atuais apresenta múltiplas velocidades. Como o aparelho típico não possui caixa de câmbio, a velocidade múltipla é geralmente conseguida com um motor universal com enrolamentos múltiplos no estator ou com tomadas múltiplas no enrolamento no estator. Num liquidificador com controles eletromecânicos, o botão (ou outro tipo de chave elétrica) conecta um enrolamento diferente para cada velocidade, ou uma tomada diferente, dependendo do caso. Cada combinação de enrolamentos energizados produz um torque diferente no motor, que permite uma velocidade de equilíbrio diferente em contraposição ao arraste (resistência à rotação) do conjunto de lâminas em contato com o material dentro do jarro.